# René Gingras (homme politique canadien)
Pour les articles homonymes, voir René Gingras (homonymie) et Gingras.
René Gingras (né le 16 septembre 1938 et mort le 8 janvier 2016) est un administrateur, électricien, homme d'affaires et homme politique fédéral du Québec.

## Biographie
Né à Amos dans la région d'Abitibi-Témiscamingue, M. Gingras entama une carrière politique en devenant échevin dans le conseil de la municipalité d'Amos de 1971 à 1972.
Élu député du Parti libéral du Canada dans la circonscription fédérale d'Abitibi en 1980, il fut défait par le progressiste-conservateur Guy Saint-Julien en 1984.
Durant son passage à la Chambre des communes, il fut secrétaire parlementaire du ministre des Affaires indiennes et du Nord canadien en 1984.